# تیمی مکس الشنیک
تیمی مکس الشنیک (اسلوونیایی: Timi Max Elšnik؛ زادهٔ ۲۹ آوریل ۱۹۹۸) بازیکن فوتبال اهل اسلوونی است.
از باشگاه‌هایی که در آن بازی کرده است می‌توان به باشگاه فوتبال سوئیندون تاون، باشگاه فوتبال منزفیلد تاون، باشگاه فوتبال دربی کانتی، باشگاه فوتبال نورث‌همپتون تاون، و باشگاه فوتبال الیمپیا لیوبلیانا اشاره کرد.
وی همچنین در تیم‌های ملی فوتبال زیر ۲۱ سال اسلوونی، و اسلوونی بازی کرده است.